# 向島学会
特定非営利活動法人向島学会（とくていひえいりかつどうほうじんむこうじまがっかい）は、東京都墨田区で「向島」に関する学術や芸術などの成果を集約し、この地域で生活する人たちに役立つ仕組み作りを提案、推進する活動を行っている特定非営利活動法人である。 

## 概要
2000年と2001年に向島地域で開催された「向島博覧会」の実行委員会（住民組織や市民団体）を母体に、向島地域を研究のフィールドとする大学の研究室や向島地域で活動しているアーティストなどを加え、2002年4月、任意団体として発足。その後、4年の活動を経て、2006年8月に法人格を取得し、現在に至る。
向島の地域再生のプラットフォームとして、災害に強く、活気ある地域にすることを目的に、地域運営、防災、文化、学術など、多様な観点から向島地域のあり方を検討するネットワーク組織として活動を行っている。
2009年より、東京都、東京文化発信プロジェクト室（東京都歴史文化財団）との共催により、地域アートプロジェクト「墨東まち見世」を開催している。